# Pilot (Legends of Tomorrow)
Pilot es un episodio de dos partes correspondientes al primer y segundo episodios de la primera temporada de la serie estadounidense de drama y ciencia ficción Legends of Tomorrow. El episodio fue escrito por Greg Berlanti, Marc Guggenheim, Andrew Kreisberg y Phil Klemmer y dirigido por Glen Winter. La primera parte fue estrenada en Estados Unidos el 21 de enero de 2016 y funge como estreno de la serie, mientras que la segunda parte fue emitida el 28 de enero de 2016 por la cadena The CW.
En el año 2166, el villano inmortal Vandal Savage está al borde de su victoria final lleando al caos y destrucción total de la humanidad. A medida que el mundo se derrumba, el maestro del tiempo Rip Hunter toma el asunto en sus manos y viaja 150 años en el pasado para ensamblar un equipo cuidadosamente seleccionado de héroes y villanos para detenerlo.
Alertados sobre el paradero de Vandal Savage, el equipo se infiltra en una venta clandestina de armas con el profesor Stein como su líder. Rodeado por algunos de los criminales más temidos del mundo, las cosas van rápidamente de mal en peor cuando Savage se da cuenta de que ellos no pertenecen allí.

## Argumento

### Primera parte
Después de ser testigo de la caída de la Tierra en 2166 a manos de un poderoso dictador inmortal conocido como Vandal Savage, Rip Hunter, un viajero del tiempo que decide desafiar a los Maestros del tiempo y viaja al año 2016 en orden de reunir a un dispar grupo de héroes y villanos -Martin Stein, Ray Palmer, Sara Lance, Jax Jefferson, Kendra Saunders, Carter Hall, Mick Rory y Leonard Snart- con el propósito de viajar a través del tiempo y evitar que Vandal obtenga el poder. Su primera misión es viajar a 1975 en busca del profesor Aldus Boardman, un experto en Vandal Savage. Boardman revela ser el hijo que Kendra y Carter engendraron en una de sus vidas pasadas. Mientras tanto, un cazarrecompensas conocido como Chronos ataca la nave de Hunter, la Waverider. El equipo logra evadir el ataque de Chronos pero Boardman sale herido de gravedad. Hunter explica al grupo que Chronos está tras él por haber desobedecido las órdenes del Concejo del Tiempo, ya que parte de su misión es motivada por la sed de venganza debido a que Vandal asesinó a su esposa e hijo.

### Segunda parte
Todavía en 1975, el equipo acude a una venta clandestina de armas en la que creen que Vandal Savage estará presente. Pronto las cosas se salen de control cuando Vandal sospecha de su presencia y ordena que el equipo sea asesinado. El equipo se las arregla para salir con vida del lugar, sin embargo, una pieza del traje de Ray se pierde en la lucha. Molesto por el descuido de Ray, Rip les muestra que dicha pieza ha ayudado a Vandal a crear superarmas que destruyeron Ciudad Central en 2016. Con el fin de evitar que ese futuro sea definitivo, el equipo debe evitar que la tecnología del traje de Ray sea decodificada por lo que deben robar la pieza faltante. Sara, Martin y Jax se dan a la tarea de buscar la pieza mientras Ray, Leonard y Mick van en busca de la daga que mató a Kendra y Carter la primera vez, la cual se encuentra en la casa de Vandal. Los tres son capturados y forzados por Vandal a llamar al resto del equipo. En la confrontación, Vandal hiere a Kendra y asesina a Carter.

## Elenco
- Victor Garber como Martin Stein/Firestorm.
- Brandon Routh como Ray Palmer/Atom.
- Arthur Darvill como Rip Hunter/Gareeb.
- Caity Lotz como Sara Lance/Canario Blanco.
- Franz Drameh como Jefferson "Jax" Jackson/Firestorm.
- Ciara Renée como Kendra Saunders/Chica Halcón.
- Falk Hentschel como Carter Hall/Hombre Halcón.
- Amy Pemberton como Gideon (voz solamente).
- Dominic Purcell como Mick Rory/Heat Wave.
- Wentworth Miller como Leonard Snart/Capitán Frío.

## Continuidad
- Mick Rory fue visto anteriormente en The Man Who Saved Central City.
- Martin Stein y Jax Jackson fueron vistos anteriormente en The Fury of Firestorm.
- Sara Lance fue vista anteriormente en Lost Souls.
- Ray Palmer fue visto anteriormente en Brotherhood.
- Kendra Sauders, Carter Hall, Vandal Savage y Aldus Boardman fueron vistos anteriormente en Legends of Yesterday.
- Leonard Snart fue visto anteriormente en Running to Stand Still.
- El episodio marca la primera aparición de la familia Hunter y Gideon.

- Gideon es una inteligencia artificial cuya voz es prestada por la actriz Amy Pemberton.
- Una versión alternativa de Gideon fue diseñada por Eobard Thawne en The Flash para la cual la actriz Morena Baccarin presta su voz.

- Ray Palmer busca el consejo de Oliver Queen sobre unirse a la misión de Rip Hunter.
- Sara busca a su hermana Laurel en busca de un consejo.

- Laurel le regala a Sara un traje blanco para que comience nuevamente y la nombra Canario Blanco.

- La primera misión del equipo es viajar a 1975 para recavar información sobre Vandal Savage con Aldus Boardman, experto en la materia.
- Aldus revela ser hijo de Kendra y Carter en una de sus encarnaciones pasadas.
- Aldus Boardman muere en la primera parte del episodio.
- Hunter le revela al equipo que una de las razones por la cual está tras Savage es porque éste asesinó a su familia.
- Ray pierde por accidente una pieza de su traje en 1975.

- Dicha pieza ayuda a Vandal a destruir Ciudad Central en 2016.

- Carter Hall muere en la segunda parte del episodio.

## Desarrollo

### Producción
El 11 de enero de 2015, durante la Gira de prensa de invierno de la Television Critics Association, el presidente de The CW Mark Pedowitz, junto a los creadores de Arrow Greg Berlanti, Marc Guggenheim y Andrew Kreisberg, revelaron que se encuentran en "charlas tempranas" y trabajando en "una idea muy general" sobre una posible serie centrada en Atom/Ray Palmer (Brandon Routh). Sin embargo, el 26 de febrero de 2015, se reveló que la cadena está trabajando en un proyecto que contará con varios personajes de ambas series y será protagonizado por Routh, Victor Garber, Wentworth Miller y Caity Lotz; además de contar con tres nuevos superhéroes.
El 7 de mayo de 2015, el proyecto recibió la orden para desarrollar una serie sin pasar por la etapa del episodio piloto.

### Casting
Además de Routh, Lotz, Garber y Miller, el 17 de marzo de 2015, se dio a conocer que Dominic Purcell se unía al proyecto retomando el personaje de Mick Rory/Heatwave. El 30 de marzo, se informó que Ciara Renée y Arthur Darvill fueron contratados para interpretar a Kendra Saunders/Chica Halcón y Rip Hunter, respectivamente. También, Franz Drameh fue elegido como Jay Jackson. El 13 de septiembre, se dio a conocer que Jackson serviría como la otra mitad de Firestorm del profesor Stein (Garber).
El 3 de agosto de 2015, se dio a conocer que Falk Hentschel fue elegido para dar vida a Carter Hall/Hombre Halcón. Un día después, fue revelado que Casper Crump interpretaría a Vandal Savage. El 24 de septiembre, se reveló que Peter Francis James fue contratado para dar vida al doctor Aldus Boardman, un profesor que ha dedicado su vida a la investigación de la historia de Chayara (Chica Halcón) y el Príncipe Khufu (Hombre Halcón) y su relación con Vandal Savage. Durante la Cómic-Con de Nueva de Nueva York en octubre de 2015, se dio a conocer que Neal McDonough interpretaría a Damien Darhk en uno de los episodios de la temporada. Mientras tanto, en noviembre de 2015, se dio a conocer que Katie Cassidy y Stephen Amell retomarían sus personajes de Laurel Lance/Canario Negro y Oliver Queen/Flecha Verde, respectivamente.